# Premier League (Kenya)
La Premier League keniota (in inglese Kenyan Premier Leaugue) è la massima divisione del campionato keniota di calcio. Istituita nel 1963, è organizzata dalla Federazione calcistica del Kenya (KFF).

## Albo d'oro
- 1963:  Nakuru All-Stars
- 1964:  Luo Union
- 1965:  Feisal
- 1966:  Abaluhya United
- 1967:  Abaluhya United
- 1968:  Gor Mahia
- 1969:  Nakuru All-Stars
- 1970:  Abaluhya United
- 1971:  Abaluhya United
- 1972:  Tusker
- 1973:  Abaluhya FC
- 1974:  Gor Mahia
- 1975:  Luo Union
- 1976:  Gor Mahia
- 1977:  Tusker
- 1978:  Tusker
- 1979:  Gor Mahia
- 1980:  AFC Leopards
- 1981:  AFC Leopards
- 1982:  AFC Leopards
- 1983:  Gor Mahia
- 1984:  Gor Mahia
- 1985:  Gor Mahia
- 1986:  AFC Leopards
- 1987:  Gor Mahia
- 1988:  AFC Leopards
- 1989:  AFC Leopards
- 1990:  Gor Mahia
- 1991:  Gor Mahia
- 1992:  AFC Leopards
- 1993:  Gor Mahia
- 1994:  Tusker
- 1995:  Gor Mahia
- 1996:  Tusker
- 1997:  Utalii
- 1998:  AFC Leopards
- 1999:  Tusker
- 2000:  Tusker
- 2001:  Oserian
- 2002:  Oserian
- 2003:  Ulinzi Stars
- 2004:  Ulinzi Stars
- 2005:  Ulinzi Stars
- 2006:  Sony Sugar
- 2007:  Tusker
- 2008:  Mathare Utd
- 2009:  Sofapaka
- 2010:  Ulinzi Stars
- 2011:  Tusker
- 2012:  Tusker
- 2013:  Gor Mahia
- 2014:  Gor Mahia
- 2015:  Gor Mahia
- 2016:  Tusker
- 2017:  Gor Mahia
- 2018:  Gor Mahia
- 2018-2019:  Gor Mahia
- 2019-2020:  Gor Mahia
- 2020-2021:  Tusker
- 2021-2022:  Tusker
- 2022-2023:  Gor Mahia
- 2023-2024:  Gor Mahia
- 2024-2025:  Kenya Police

## Vittorie per squadra
| Squadra                  | Città    | Vittorie | Anni |
| ------------------------ | -------- | -------- | --- |
| Gor Mahia                | Nairobi  | 21       | 1968, 1974, 1976, 1979, 1983, 1984, 1985, 1987, 1990, 1991, 1993, 1995, 2013, 2014, 2015, 2017, 2018, 2018-2019, 2019-2020, 2022-2023, 2023-2024 |
| AFC Leopards             | Nairobi  | 13       | 1966, 1967, 1970, 1971, 1973, 1980, 1981, 1982, 1986, 1988, 1989, 1992, 1998                                                                     |
| Tusker (Kenya Breweries) | Nairobi  | 13       | 1972, 1977, 1978, 1994, 1996, 1999, 2000, 2007, 2011, 2012, 2016, 2021, 2022                                                                     |
| Ulinzi Stars             | Nakuru   | 4        | 2003, 2004, 2005, 2010 |
| Luo Union                | Nairobi  | 2        | 1964, 1975 |
| Nakuru All-Stars         | Nakuru   | 2        | 1963, 1969 |
| Oserian                  | Naivasha | 2        | 2001, 2002 |
| Feisal                   | Mombasa  | 1        | 1965 |
| Mathare Utd              | Nairobi  | 1        | 2008 |
| Sofapaka                 | Nairobi  | 1        | 2009 |
| Sony Sugar               | Awendo   | 1        | 2006 |
| Utalii                   | Ruaraka  | 1        | 1997 |
| Kenya Police             | Nairobi  | 1        | 2025 |

## Capocannonieri
| Stagione  | Capocannoniere | Squadra           | Reti |
| 2008      | Francis Ouma   | Mathare Utd       | 15   |
| 2009      | John Baraza    | Sofapaka          | 15   |
| 2009      | Joseph Emeka   | Tusker            | 15   |
| 2010      | John Baraza    | Sofapaka          | 15   |
| 2011      | Hugo Nzangu    | Sony Sugar        | 10   |
| 2012      | John Baraza    | Sofapaka          | 18   |
| 2013      | Jacob Keli     | K.C.B. Nairobi    | 17   |
| 2014      | Dan Sserunkuma | Gor Mahia         | 16   |
| 2015      | Jesse Were     | Tusker            | 22   |
| 2016      | John Makwatta  | Ulinzi Stars      | 18   |
| 2017      | Masoud Juma    | Kariobangi Sharks | 17   |
| 2018      | Erick Kapaito  | Kariobangi Sharks | 16   |
| 2018-2019 | Allan Wanga    | Kakamega Homeboyz | 17   |
| 2018-2019 | Umaru Kasumba  | Sofapaka          | 17   |
| 2018-2019 | Enosh Ochieng  | Ulinzi Stars      | 17   |
| 2019-2020 | Timothy Otieno | Tusker            | 14   |
| 2020-2021 | Erick Kapaito  | Kariobangi Sharks | 24   |
| 2021-2022 | Derrick Otanga | K.C.B. Nairobi    | 16   |
| 2022-2023 | Elvis Rupia    | Kenya Police      | 26   |
| 2023-2024 | Benson Omala   | Gor Mahia         | 11   |